# Stetka Gyula

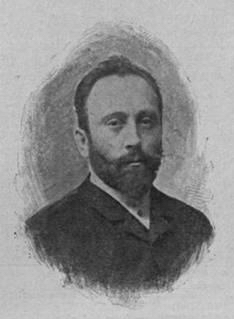
Stetka Gyula

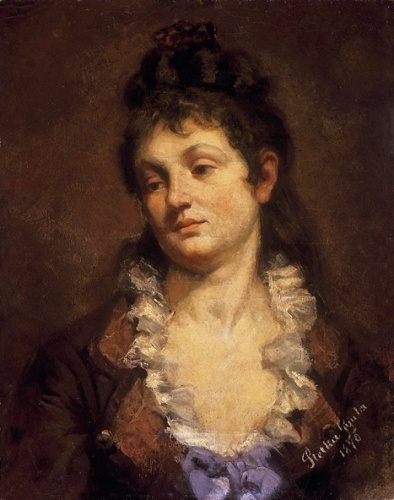
Női portré (1870)

Stetka Gyula (Királylehota, 1855. augusztus 29. – Budapest, 1925. október 14.) festőművész.

## Életpályája
A budapesti Mintarajztanodában végzett előtanulmányok után két évig a bécsi képzőművészeti akadémián tanult, majd Münchenben Wagner Sándor tanítványa lett. 1883-ban hazatért és művészeti tanulmányait Benczúr Gyula mesteriskolájában folytatta. 1888-tól a mesteriskola tanársegédeként vett részt a főváros művészeti életében. Tagja volt az Országos Magyar Képzőművészeti Társulat választmányának. 

## Művészi pályája
Egyházi tárgyú kompozíciókat, arcképeket és zsánerképeket festett a müncheni akadémizmus stílusában. Művészetére nagymértékben hatott Benczúr Gyula munkássága. Rendszeresen részt vett a fővárosi tárlatokon. Mindszentek előtt című képét a főváros, Kíváncsiak című képét I. Ferenc József vásárolta meg. Tres faciunt collegium című festményére 1892-ben Berlinben elismerő oklevelet kapott. A Krisztus a keresztfán című műve a Szent István-bazilika egyik oltárképe. 1916-ban Önarcképével elnyerte az Országos Magyar Képzőművészeti Társulat nagydíját. Élete utolsó éveiben számos közéleti személyiség arcképét megörökítve túlnyomórészt portrékat festett. Művei egy részét a Magyar Nemzeti Galéria és a Szépművészeti Múzeum őrzi.

### Főbb művei
- Mindszentek előtt
- Bajor parasztasszony
- Krisztus a keresztfán
- portrék:
  - Greguss Imre
  - Rökk Szilárd
  - Királyi Pál
  - Harry Hill Bandholtz